# Рожнова, Полина Константиновна
Полина Константиновна Рожнова (род. 15 января 1948, Шилка, Читинская область) — член Союза писателей России, член Высшего Творческого Совета МГПО СП России, Президент литературного Клуба Писательниц при ЦДЛ «Московитянка».

## Биография
С 1951 году вместе с семьёй жила в Сокольском районе Вологодской области, в деревне Кромовесово. Пошла в школу в деревне Обросово, затем продолжила учёбу в городе Сокол в школе № 3, а затем в школе рабочей молодёжи.
Первые стихи опубликованы в 1965 году в газетах «Сокольская правда», «Вологодский комсомолец» и «Красный Север». После окончания школы, в 1967 году Полина Рожнова поступила в Московский Литературный институт имени А. М. Горького. В 1972 году окончила институт и осталась в Москве. По первой книге стихов «Глушица», изданной в 1973 году в 1976 году была принята в Союз писателей России.[7][].
С 1982 года по 1988 год – руководитель литературной студии «Бауманец», МВТУ им. Баумана.
С 1997 года — член общественной организации «Вологодское землячество» в Москве, в настоящее время член Правления общественной организации «Вологодское землячество» в Москве. [8].
С 2008-2013 - руководитель литературных студий «Некрасовкка», «Поляника» - Государственное учреждение культуры города Москвы ЦУНБ им. Н. А. Некрасова.
С 1990-2008 – член, секретарь Литературного Клуба ЦДЛ «Московитянка», с 2008 – по настоящее время – президент Литературного Клуба ЦДЛ «Мосоквитянка».

### Стихи
- «Глушица», Северо-западное книжное изд-во, 1973[3][5]
- «Разрыв-трава» — стихи, изд-во «Современник»,1984
- «Красная горка», изд-во «Современник» 1990, ISBN 5-270-00874-2[3][5]
- «Дорога в родные края», изд-во «Сокол», 2003
- «Сердца святыня» изд-во, «МГО Союз писателей России», 2003, ISBN 5-7949-0179-9
- «Моя Вологодчина», изд-во «Нонпарел», 2008 ISBN 978-902992-06-6
- «Русский короб», изд-во «Книжное наследие», Вологда, 2008, ISBN 5864022586, 9785864022580
- «Берегиня», ИПО «У Никитских ворот», Москва, 2009 ISBN 978- 5-91366-090-9
- «Просинец» — книга стихов, Москва, изд-во «У Никитских ворот», 2013, ISBN 978-5-91366-564-5

### Проза
- Радоница. Русский народный календарь: обряды, обычаи, травы, обережные слова, Древо жизни, изд-во «Дружба народов», 1992. ISBN 5-285-00135-8,
- «Сказ о Кирилле Белозерском», М., «Московский Свято-Данилов монастырь», 1997.
- Радоница. Русский народный календарь: обряды, обычаи, травы, обережные слова, Древо жизни, изд-во «Дружба народов», 1997, ISBN 5-285-00314-8.
- «Русский народный календарь» (на английском языке», изд-во, «Новости», 1992.
- Русский народный календарь», изд-во «Аиф-принт», 2001, ISBN 5-93229-084-6
- «Дом 4 в Староконюшенном», (в соавторстве с Маквалой Чочия), ИПО «У Никитских ворот» , 2010, ISBN 978-5-91366-215-6

### В составе редакционной коллегии книг, альманахов
«Н. М. Рубцов. Сочинения», изд-во «Российский писатель», 2006, ISBN 5-902262-29-1

### В составе авторов и составителей литературных сборников и альманахов
«Вологодское землячество в Москве», Вологда, НП «ФЕСТ», 2007
«Вологодская тетрадь», поэзия, изд-во «Российский писатель», 2007, ISBN 978-5-902262-50-3
«Иван», поэтический сборник, ИПО «У Никитских ворот», 2017, ISBN 978-5-00095-450-8.

### Редактор и составитель книг
«Частушки», ИПО «У Никитских ворот»,2009, ISBN 978-5-91366-124-1
«Синева на крылах», ИПО «У Никитских ворот»,2009, ISBN 978-5-91366-117-3-5
«Небеса любви», Рязань, изд-во «Литра М», 2012, ISBN 978-5-906008-05-3
«Со скоростью света к солнцу, прямо в солнце…» (в соавторстве с Маквалой Чочия), 2012, ИПО « У Никитских ворот», ISBN 978-5-1366-394-8
«Светись, светись, далекая звезда…». ИПО «У Никитских ворот», 2014, ISBN 978-5-91366-968-1
«Вологодское землячество в Москве», изд-во «Вологда», 2017. ISBN 978-5-906742-08-

## Награды
- 2002 — Благодарность Первого заместителя Мэра Москвы в Правительстве Москвы Л.И. Швецовой «За большой вклад в организацию и проведение Московского Межрегионального конкурса «Марья- краса - Длинная Коса».
- 2012 — Диплом лауреата Всероссийской премии имени Н.А. Некрасова в области литературы и искусства с вручением медали.
- 2012 — Благодарность Церкви Рождества Богородицы в Старом Симонове «За поддержку и участие в организации и работе Российского Межрегионального конкурса « Эпоха Куликова поля».
- 2013 — Литературно-общественная премия «Золотая осень» им. С.А. Есенина.
- 2013 — Почетная грамота Всероссийского созидательного движения «Русский лад» «За верность заветам предков».
- 2014 — Памятная медаль Министерства культуры РФ «200-лет со дня рождения М.Ю. Лермонтова 2014 г.»,
- 2015 — Диплом Всероссийского созидательного движения «Русский лад» за активное участие в празднике «День русского языка».
- 2016 — Диплом Департамента национальной политики, межрегиональных связей и туризма города Москвы в номинации «Лучшая книга по культурной деятельности землячества»» Лауреат конкурса.
- 2017 — Медаль «Николай Рубцов» - региональная общественная организация «Вологодский Союз писателей-краеведов».
- 2017 — Благодарность Правительства Москвы, Департамента национальной политики и межрегиональных связей города Москвы. «За вклад в развитие земляческого движения столицы и укрепления двухстороннего сотрудничества между городом Москвой и Вологодской областью».